# Lara (déesse)
Pour les articles homonymes, voir Lara.

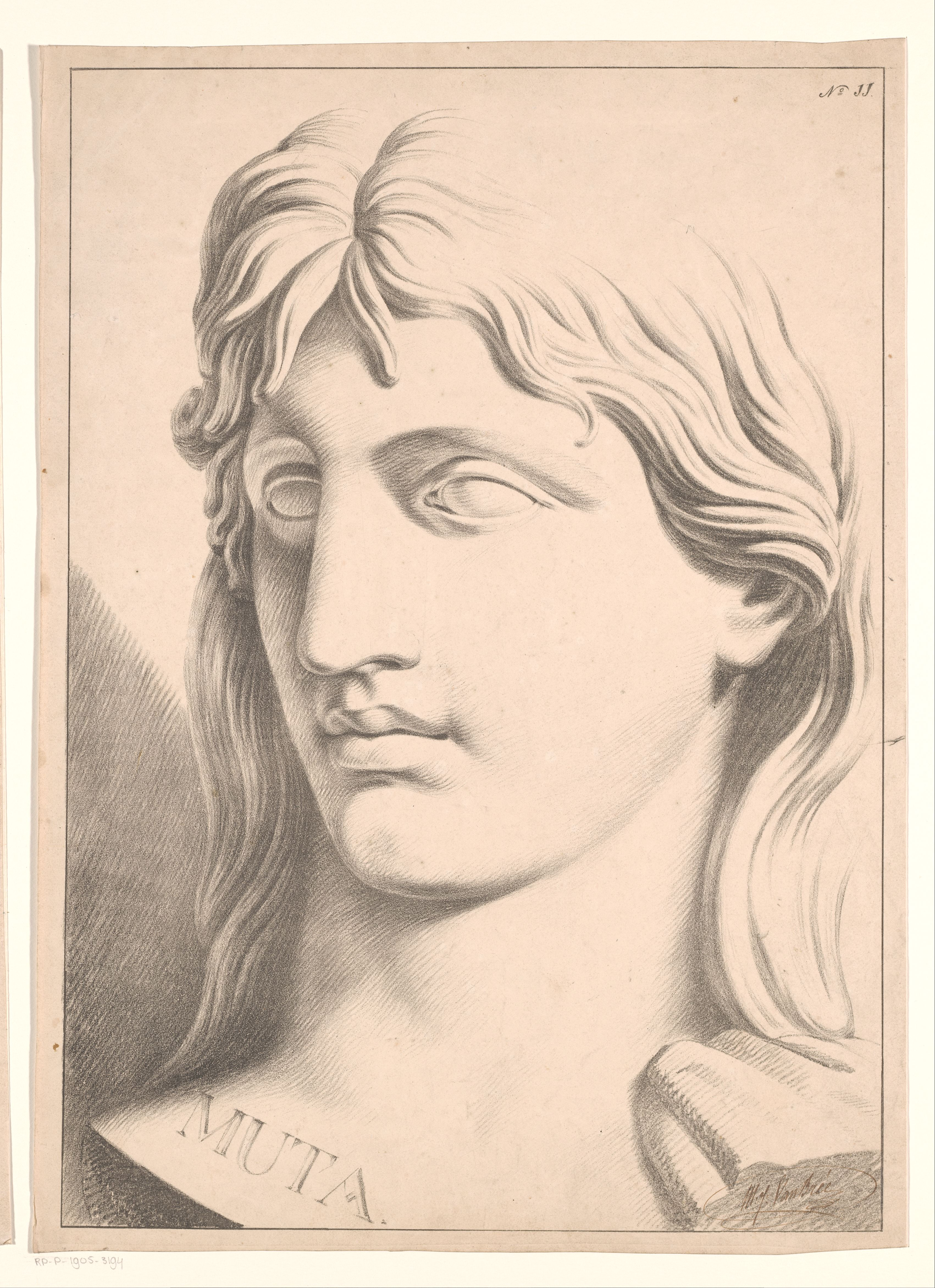
Lithographie d'un buste de Muta (Lara), entre 1809 et 1839, Rijksmuseum

Rome honorait la déesse du silence sous les noms de Lara, Larunda, Muta, ou Tacita. Son culte avait été recommandé par le roi Numa Pompilius qui avait jugé cette divinité nécessaire à l'établissement de son nouvel État.

## Descriptions
Lara, dont le nom originel était, selon Ovide,   Lala, qui signifiait bavarde, était une naïade de l'Almon, ruisseau qui se jette dans le Tibre, au-dessous de Rome. Jupiter, amoureux de Juturne, n'ayant pu la trouver, parce qu'elle s'était enfuie et jetée dans le Tibre, appela toutes les naïades du Latium, et les pria d'empêcher la nymphe de se cacher dans leurs rivières. Toutes lui promirent leurs services. Lara seule alla déclarer à Juturne et à Junon les desseins de Jupiter. Le dieu, irrité, lui fit couper la langue, et ordonna à Mercure de la conduire aux Enfers. En chemin, Mercure, épris de la beauté de la nymphe, s'en fit aimer. Deux enfants naquirent, qui du nom de leur mère, furent appelés Lares.

## Fêtes
La fête de cette déesse du silence se célébrait à Rome le 18 février. On lui offrait des sacrifices pour empêcher les médisances. Les Romains joignirent sa fête à celle des Morts (les Feralia), soit parce qu'elle passait pour être la mère des Lares, soit que, ayant la langue coupée, elle était l'emblème de la mort par son éternel silence.

## Sources
- Pierre Commelin, Mythologie grecque et romaine [détail des éditions] [lire en ligne].
- Robert Harari et Gilles Lambert, Dictionnaire de la mythologie grecque et latine, Grand livre du mois, 2000.